# Elaeagnus yoshinoi
Elaeagnus yoshinoi — вид квіткових рослин з родини маслинкових (Elaeagnaceae). Поширення: Японія (південно-західний Хонсю).

## Біоморфологічна характеристика
Це густо розгалужений листопадний кущ, який може виростати до 5 метрів заввишки. Плід має довжину близько 10 мм і містить одне велике насіння.

## Використання
Фрукти вживають сирими або вареними. Фрукти мають бути повністю стиглими, перш ніж їх можна буде вживати сирими, навіть якщо вони трохи недостиглі, вони будуть досить терпкими. Насіння вживають сирим або вареним. Його можна їсти разом з плодами, хоча насіннєва оболонка досить волокниста.
Плоди багатьох представників цього роду є дуже багатим джерелом вітамінів і мінералів, особливо вітамінів A, C та E, флаваноїдів та інших біологічно активних сполук. Вони також є досить хорошим джерелом незамінних жирних кислот.